# Le Temps scellé
Le Temps scellé, de « l'Enfance d'Ivan » au « Sacrifice » (en russe : Запечатлённое время) est un livre du réalisateur russe Andreï Tarkovski au sujet du cinéma en général, et de ses propres films en particulier. Il a été publié en allemand en 1986 peu avant la mort de l'auteur, puis traduit en français par Anne Kichilov et Charles H. de Brantes.
La raison d'être de cet ouvrage sur le cinéma est résumée dans l'assertion « Le facteur dominant, tout-puissant de l'image du film, c'est le rythme, exprimant la course du temps à l'intérieur du film. » Tarkovski décrit son propre dégoût de la popularité croissante pour le montage rapide et pour d'autres dispositifs qu'il estime contraire à la véritable nature artistique du cinéma.
Le livre contient un grand nombre de poèmes du père du cinéaste, Arseni Alexandrovitch Tarkovski, complété par des écrits personnels de Tarkovski sur sa vie, son travail et sur des conférences. Ses discussions avec une étudiante de l'histoire du cinéma devenue critique depuis, Olga Surkova, survenues lors de l'élaboration du scénario d'Andreï Roublev et qui a contribué à la rédaction de ce livre complètent l'ouvrage. Le livre inclut des commentaires sur chacun de ses sept longs métrages, et sur sa relation complexe avec l'Union soviétique. Le dernier chapitre de livre, une discussion sur son film Le Sacrifice, a été dicté durant les dernières semaines de la vie du réalisateur.